# ジェラート

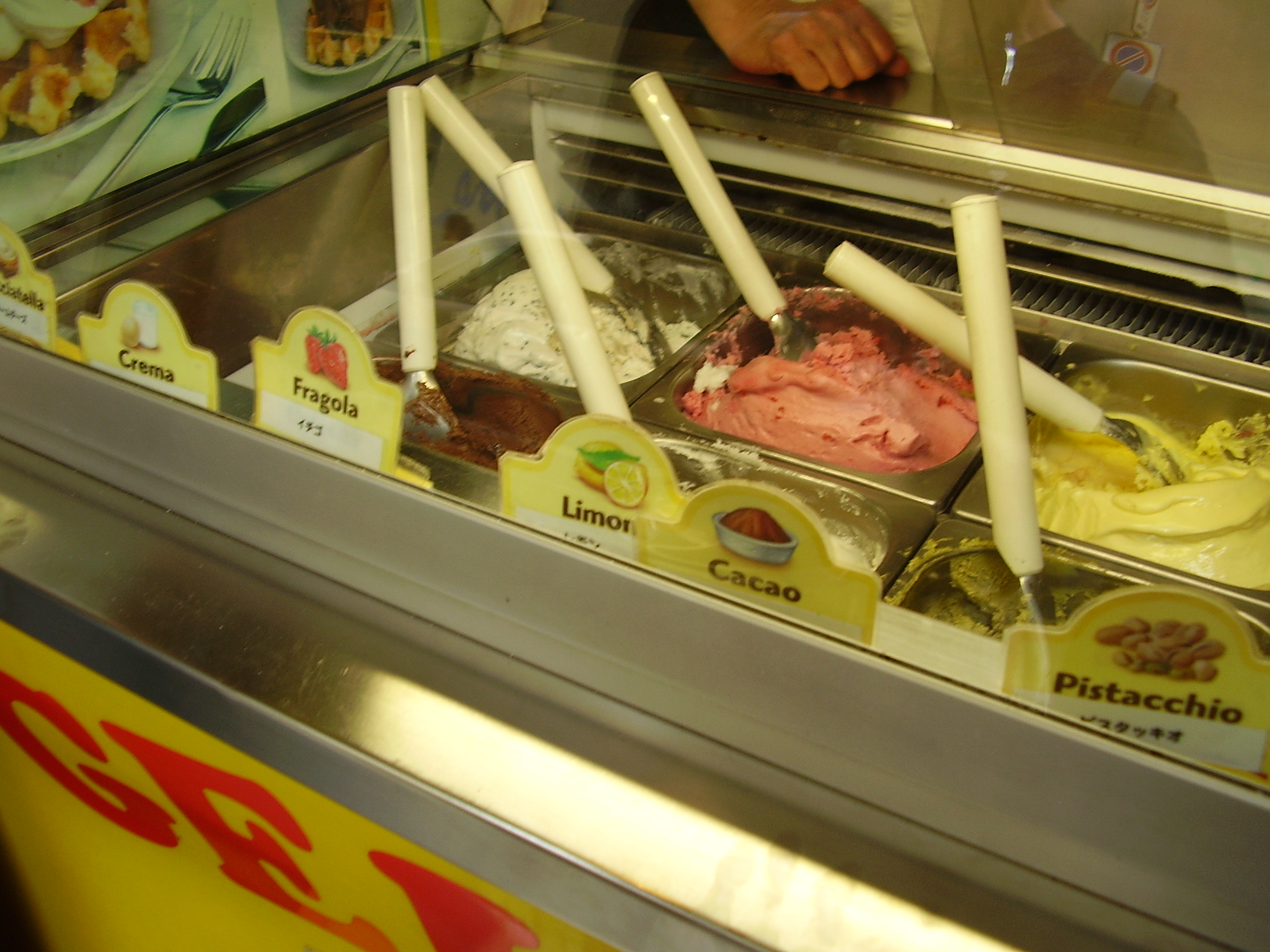
イタリア、フィレンツェのジェラート

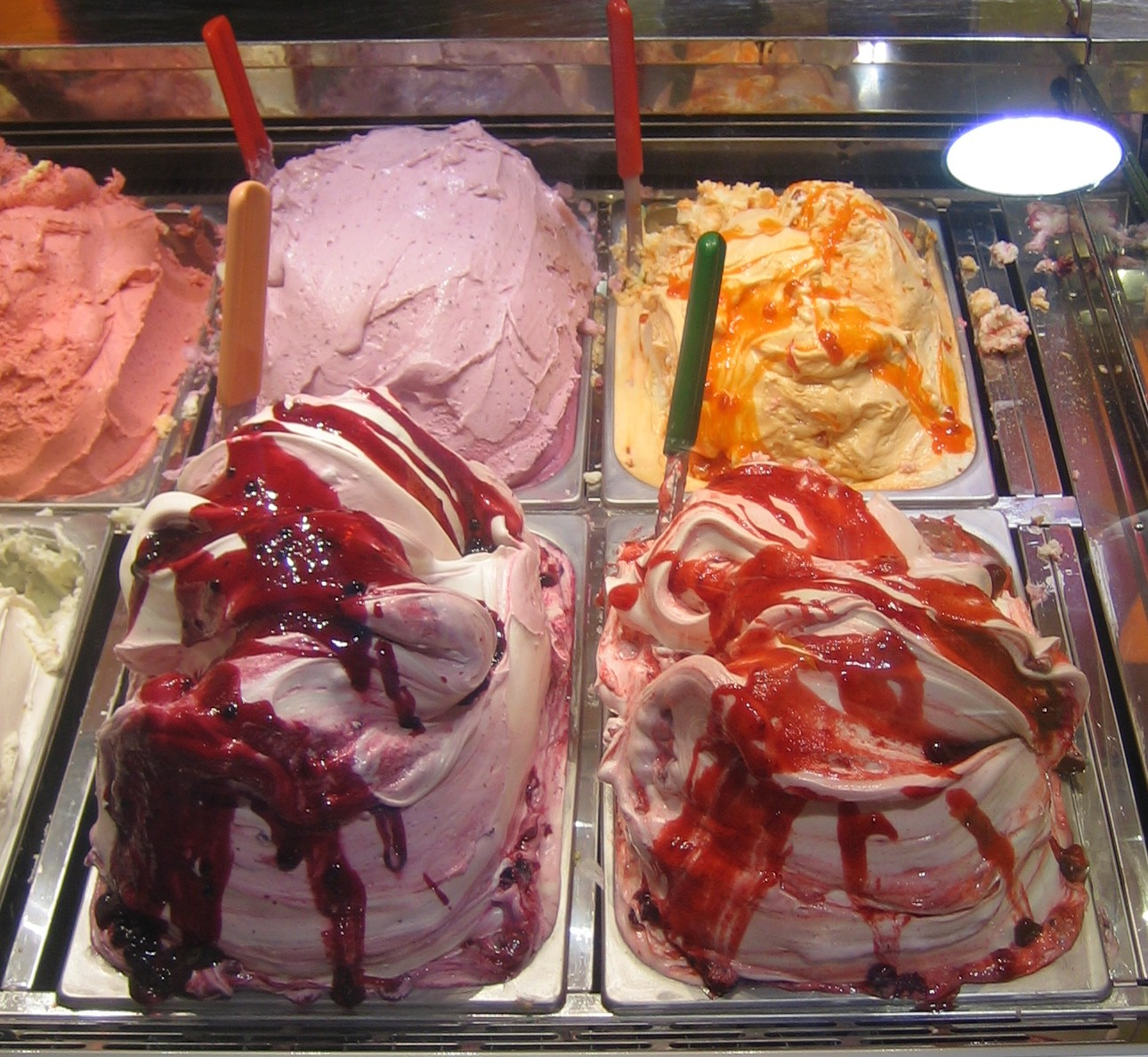
イタリア、ローマの「ジェラート」

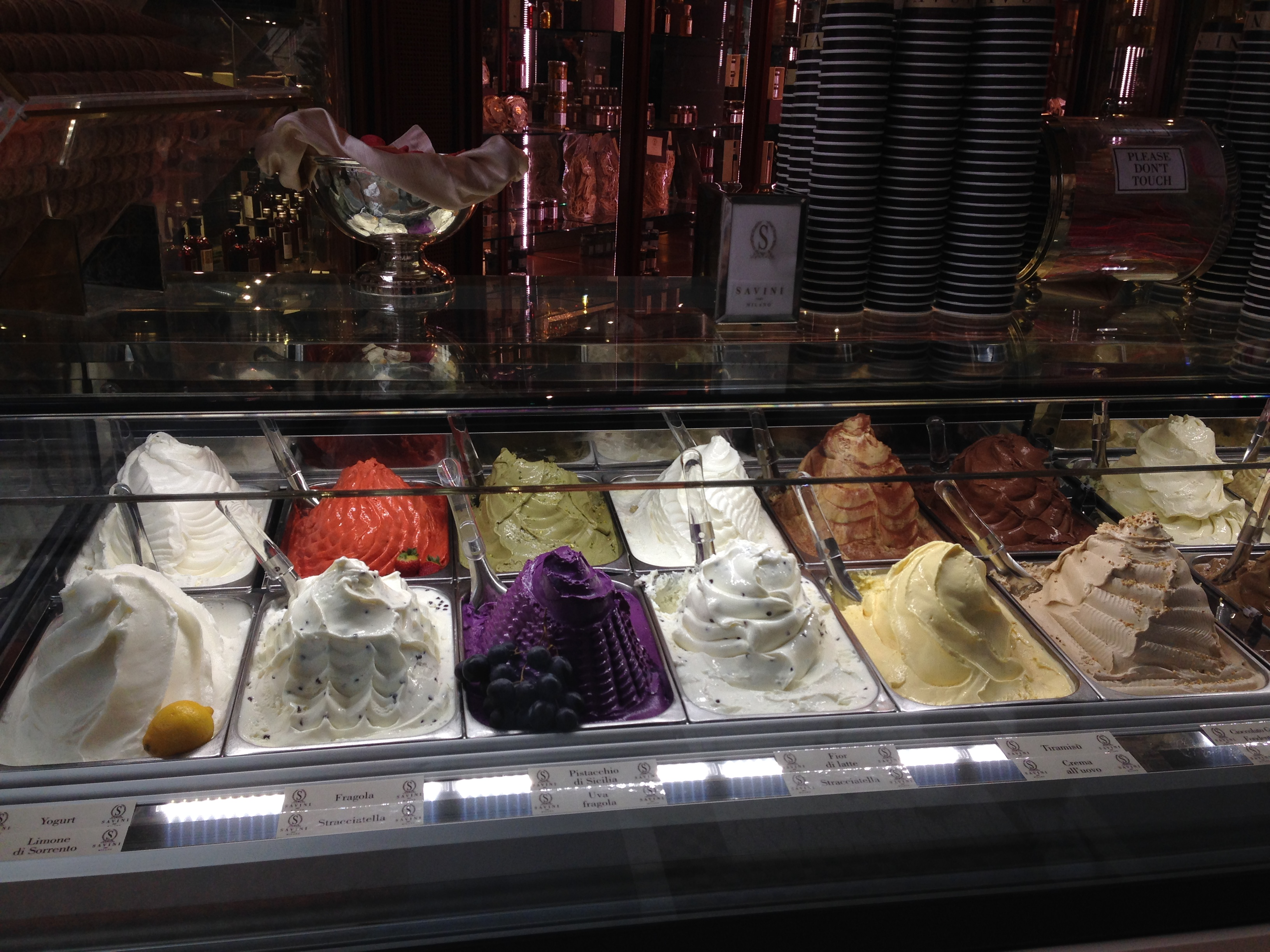
イタリア、ミラノのジェラート

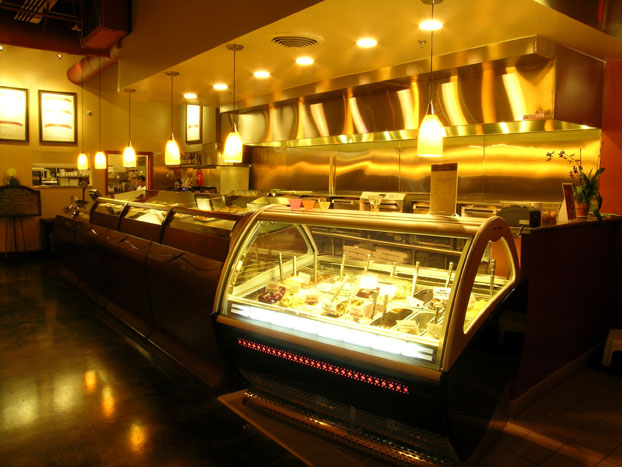
ジェラート店

ジェラート（gelato）は、イタリア語で「凍った」という意味を持つ氷菓。
発祥はフィレンツェ。果汁・果肉・牛乳・砂糖、時にはコーヒーや香草などを混ぜた物を凍らせて作る。イタリア人の夏には欠かせないお菓子であり、シチリアではブリオッシュに挟んで食べられることもある。
またジェラートを作る職人のことをジェラティエーレという。

## 特徴
一般的なアイスクリームと比べて空気含有量が35%未満と少ないために密度が濃い。いっぽう、乳脂肪分は4 - 8%で、一般的なアイスクリームの乳脂肪分8%以上よりも少なくさっぱりした食感で比較的低カロリーである。そのため、日本の乳及び乳製品の成分規格等に関する省令ではアイスクリームではなくアイスミルク（乳脂肪分3% - 8%未満）、もしくは氷菓に分類される。
通常、フルーツ系のジェラートは果汁に水・砂糖・安定剤・卵白を加えて攪拌し、空気を含ませながら凍らせて作る。しかし、果汁のみで水を加えずに作る、一部の高級フランスレストランやイタリアンレストラン、専門店もある。